# Alison Fell
Alison Fell, född 4 juni 1944 i Dumfries, Skottland, är en brittisk (skotsk) författare.
Fell blev aktiv i kvinnorörelsen 1969 och flyttade året därpå till London, där hon var en av grundarna av Women's Street Theatre Group. Hon anslöt sig till Spare Rib-kollektivet 1975 och hennes poesi har utgivits i många samlingar. Hennes första roman, Every Move You Make (1984), handlar om en feministisk poet, en "urban nomad" i 1970-talets London.